# Sympterygia lima
Sympterygia lima es una especie de pez de la familia de los Arhynchobatidae, en el orden de los Rajiformes.
Esta se encuentra en la categoría de Preocupación Menor (LC) en IUCN.

## Reproducción
Es ovíparo y las hembras ponen huevos envueltos en una cápsula ovígera.

## Hábitat
Es un pez de mar y de Clima subtropical (18 ° S-40 ° S) y de hábitos bento-demersales, se encuentra desde aguas someras hasta los 60 metros de profundidad.

## Distribución geográfica
Se encuentra en el Océano Pacífico suroriental: Chile (en Arica hasta Valdivia ).